# За лесом
«За лесом» (англ. Beyond the Forest) — фильм нуар режиссёра Кинга Видора, вышедший на экраны в 1949 году. В основу фильма положен одноимённый роман Стюарта Д. Энгстранда. Фильм рассказывает о стремлении молодой женщины любыми средствами порвать с захолустной жизнью в глухом американском городке, заполучить богатого мужа и все преимущества, которые даёт жизнь больших городов.
Фильм часто называют классикой мелодраматической вычурности, а также прекрасным примером жанра фильм нуар. Более всего он известен знаменитой строкой «Что за дыра!» и тем, что «он стал последним фильмом Бетт Дейвис для студии Warner Bros.. Актриса исполняет в этом фильме одну из самых плохих, дрянных и извращённых роковых женщин».
Бетт Дейвис была настолько недовольна тем, что её назначили на главную роль в этом фильме, что даже угрожала шефу студии Warner Bros. Джеку Уорнеру прекратить работу прямо в разгар съёмок". В итоге Уорнер дал согласие разорвать с ней рассчитанный ещё на 10 лет контракт, после чего Дэйвис закончила работу над фильмом. Этот фильм положил конец 18-летней карьере Дэйвис на студии «Уорнер бразерс».
Как написал историк кино Хэл Эриксон, «большинство историков кино включают „За лесом“ в свои списки „худших фильмов“ (даже сама Бетт Дейвис его ненавидела), хотя он достаточно занимателен в своём дурном стиле».

## Сюжет
Жизнь небольшого провинциального городка Лойалтон, штат Висконсин, сосредоточена вокруг фабрики пиломатериалов. Одна из жительниц городка, жена местного врача Роза Молин (Бетт Дейвис) предстаёт перед судом по обвинению в убийстве Муза Лоусона (Майнор Уотсон), привратника загородного дома богатого чикагского промышленника Нила Латимера (Дэвид Брайан). В суде Роза утверждает, что убийство было несчастным случаем и что у неё не было причин его убивать…
Пятью месяцами ранее доктор Льюис Молин (Джозеф Коттен) и Муз рыбачили на отделённой речке недалеко от усадьбы Латимера. Жена Льюиса, Роза Молин, которая была вместе с ними, в какой-то момент передаёт мужу записку, полученную непосредственно перед выездом на рыбалку. Прочитав записку, Льюис срочно уезжает в город, где у одной из его пациенток начались родовые схватки. Делая вид, что подвернула лодыжку, Роза остаётся на речке, и после отъезда Льюиса даёт склонному к пьянству Музу бутылку виски, и через некоторое время тот крепко напивается, отключается и засыпает. Роза забирает ключи от дома Латимера и направляется в главную усадьбу, где ожидает прибытия из Чикаго Латимера, с которым у неё роман. Очевидно, что Роза страдает от жизни в провинциальном Лойалтоне. Она скучает и мучается, изводит близких и мечтает только об одном — выйти замуж за богатого Латимера и уехать жить в полный соблазнов большой город. Когда Роза рассказывает Латимеру о своей мечте, Латимер только смеётся и говорит, что может взять в жёны любую девушку из высшего чикагского общества.
Вскоре к Музу из большого города приезжает ухоженная, светская дочь по имени Кэрол, и Роза с завистью тайно примеряет её меховую шубку. После этого Роза уже не в силах оставаться в Лойалтоне. Она просит у мужа двести долларов, чтобы съездить в Чикаго и купить себе модную одежду. Когда Льюис отказывает ей, утверждая, что у него нет такой суммы денег, Роза сама перерывает его счета и выбивает деньги из нерасплатившихся пациентов. Увидев, что сделала Роза, разозлённый Льюис швыряет ей деньги, и просит её уехать и никогда не возвращаться.
Приехав в Чикаго, Роза встречается с Латимером, который сообщает ей, что влюбился и собирается жениться на одной из чикагских девушек. Сметённая, лишившаяся надежды Роза возвращается в Лойалтон к Льюису, где пытается начать вести традиционный образ жизни провинциальной домохозяйки. Вскоре выясняется, что она беременна.
Некоторое время спустя Кэрол устраивает вечеринку по случаю дня рождения своего отца, на которой Роза вновь встречается с Латимером. Он отводит её в отдельную комнату и говорит, что он разочаровался в своей невесте, и теперь планирует жениться на Розе. Муз становится случайным свидетелем их разговора, но ради своего друга Льюиса и его будущего ребёнка хочет помочь сохранить брак Льюиса и Розы. На следующее утро, когда гости отправляются на охоту, Муз отзывает Розу в сторону. Он предупреждает её, что Латимер не станет на ней жениться, если узнает, что она беременна. И добавляет, что если она сама не расскажет Латимеру о своей беременности, то это сделает он. Чтобы не допустить разглашения факта её беременности Латимеру, Роза во время охоты как бы случайно убивает Муза…
Действие вновь переносится в здание суда. Роза утверждает, что она случайно выстрелила в Муза, приняв его за неожиданно выскочившего из кустов оленя. Поскольку нет никаких доказательств, опровергающих утверждение Розы, её оправдывают.
После завершения суда Роза с новой силой предпринимает усилия, чтобы выйти замуж за Латимера. Она умоляет Льюиса помочь ей прервать беременность, однако Льюис категорически против этого. Тогда разъярённая Роза рассказывает ему о своём романе с Латимером и сознаётся в том, что умышленно убила Муза. Однако Льюис непреклонен и настаивает на том, чтобы она сначала родила ребёнка, а только после этого решать судьбу их брака. Вскоре после этого Роза переодевается в одежду своей служанки-индианки и убегает из дома, с тем, чтобы сделать аборт в соседнем городке. Льюис догоняет её и везёт домой на своей машине. Во время остановки в пути Роза неожиданно бросается с крутого обрыва вниз в попытке спровоцировать выкидыш. Роза теряет ребёнка, но одновременно в результате травмы у неё начинает развиваться инфекционное заболевание. В порыве безумной ярости Роза обвиняет Льюиса в том, что из-за него она заболела, и случайно разбивает последнюю бутылочку с лекарством. Как только Льюис уезжает за лекарствами в больницу, Роза встаёт из кровати, одевается и отправляется на железнодорожный вокзал, но по дороге теряет сознание и умирает.

## В ролях
- Бетт Дейвис — Роза Молин
- Джозеф Коттен — доктор Луис Молин
- Дэвид Брайан — Нил Латимер
- Рут Роман — Кэрол
- Майнор Уотсон — Муз
- Реджис Туми — Соррен
- Дона Дрейк — Дженни

## Режиссёр и исполнители главных ролей
Ещё в 1920-е годы Кинг Видор поставил целую серию успешных комедийных мелодрам, в 1930-е годы его самым признанным фильмом стала драма «Цитадель» (1938, номинация на Оскар), в 1940-е годы он поставил такие заметные фильмы, как вестерн «Дуэль под солнцем» (1946), психологические драмы «Источник» (1949) по сценарию Айн Ранд и «Руби Джентри» (1952). В 1956 году Видор поставил фильм «Война и мир» (1956, номинация на Оскар) с Одри Хепбёрн и Генри Фондой в главных ролях.
Бетт Дейвис является одной из самых титулованных актрис Голливуда, в общей она номинировалась на Оскар как лучшая актриса 12 раз, завоевав эту награду дважды. В частности, она получила номинации на Оскар за роли в нуаровой мелодраме «Письмо» (1940) по Сомерсету Моэму, драме «Лисички» (1941) по Лилиан Хеллман, фильмах из актёрской жизни «Всё о Еве» (1950) и «Звезда» (1952), а также в психологической драме Роберта Олдрича «Что случилось с Бэби Джейн?» (1962). Актёр Джозеф Коттен сыграл главные роли во многих значимых фильмах 1940-х годов, среди них «Гражданин Кейн» (1941) Орсона Уэллса, «Тень сомнения» (1943) Альфреда Хичкока, «Газовый свет» (1944) Джорджа Кьюкора и «Третий человек» (1949) Кэрола Рида. Роль в фэнтези-мелодраме «Портрет Дженни» (1948) принесла Коттену премию лучшего актёра Венецианского кинофестиваля 1949 года.

## Оценка критики
Журнал «Variety» дал фильму в целом позитивную оценку:
Фильм «За лесом» предоставляет Бетт Дейвис возможность изобразить на экране невротическую даму, что обычно удаётся ей так хорошо. Характер Розы Молин, женщины, которая стремится к более широким горизонтам, чем те, которые открывает перед ней фабричный городок в Висконсине,… представляет немало возможностей для демонстрации актёрской техники Дэйвис, и она делает это в полном объёме. Её героиня (из романа Стюарта Энгстранда) — это современная мадам Бовари, женщина, которая расставляет сети на богатого мужчину. Дэйвис удачно справляется с характером зловредной Розы, выражая его энергично и основательно, что придаёт ему стилизованный блеск. Джозеф Коттен играет женатого на Розе типичного врача небольшого городка, повседневный труд которого тих и полезен. А Дэвид Брайан многокрасочен в роли человека, на которого Роза положила глаз. Их совместные сцены запретной любви особенно увлекательны. Кинг Видор ставит фильм практически без запинок.
Кинокритик Босли Кроутер в 1949 году дал в «Нью-Йорк таймс» напротив дал отрицательную рецензию на фильм, в частности, написав:
Среди всех тех плохих женщин, которых изображала Бетт Дейвис в своих многочисленных искусных демонстрациях убийственной силы женского пола, она никогда не была более отталкивающей, и более гротесковой, чем то чудовище, которое она играет в фильме «За лесом». На этот раз она не просто плохая: она бесчувственная и расчётливая фанатичная злодейка, очевидный эгоизм и жестокость которой по сути находятся за гранью человеческого. Действительно, она настолько чудовищна — настолько омерзительно колоритна — что её игра часто опускается до вызывающей смех карикатуры. Мы не можем себе представить, что режиссёр Кинг Видор стремился именно к этому последнему, но мы сильно подозреваем, что он работал над тем, чтобы сделать её образ настолько порочным, насколько только это возможно. Он не только согласился со сценарием, который тщательно подчёркивал её пороки, но ещё более ужесточил и изуродовал мисс Дэйвис, сделав её столь же отвратительной, какими бывают только ведьмы в мультфильмах. Даже когда она изображает беспокойную домохозяйку небольшого городка, страдающую от непреодолимого желания выйти на более широкий простор и оказаться в руках чикагского миллионера, он заставлял её жеманничать, притворно улыбаться и чваниться самым нелепым и постыдным образом, как будто она подспудно демонстрирует викторианские понятия о грехе. Копна чёрных волос, чрезмерный макияж и вызывающие беспокойство короткие наряды способствуют понижению звезды до царства абсурда. Но когда она сталкивается со страданиями и муками, вызванными неверностью и тем, что её избегают, мистер Видор заставляет её продемонстрировать страх. Надо сказать, что сценарий Леонор Коффе предлагает для неё немного работы, помимо пробежки по обычным банальностям истории о неверности. Но мистер Видор обеспечил, чтобы она пробежалась в медленном темпе, и чтобы каждый раз доказательство её порочности было представлено самым броским образом. Для тех, что за этот длинный фильм всё ещё не достаточно сконфужен претенциозностью происходящего, разрешите предложить кульминацию этого невероятно фальшивого фильма — финальную сцену, в которой леди, вероятно, сгорающая от тяжелого перитонита, выскакивает из кровати, добирается до зеркала, мажет лицо косметикой, одевается в растрёпанные пышные наряды и, шатаясь, идёт к железнодорожным путям и к своей смерти. С громыхающим рефреном «Чикаго», который стучит в её мозгу, она расплачивается за свои эгоистические грехи и глупости. Серьёзное испытание, надо сказать….
Журнал «TimeOut» также оценил картину в целом критически:
Роза Молин (Бетт Дейвис) — это девушка, которая хочет жить в полночь, но её город живёт только до 9 часов. Этот город называется Лойалтон, и Розе он совершенно не нравится: «Что за дыра… как будто сидишь в гробу и ждёшь, когда тебя вынесут!» Её личный бунт приобретает форму супружеской измены, умышленной потери ребёнка и убийства в этом, самом безумном фильме Кинга Видора его самого бешеного периода, сразу после «Дуэли под солнцем» и «Источника» и перед «Руби Джентри». Дэйвис слишком стара для роли, однако отдаёт ей всё (она использовала фильм для собственного бунта, пытаясь вырваться из контракта с «Уорнер бразерс», который был рассчитан ещё на десять лет). Она смотрится как карикатура на саму себя, а сам фильм — как мыло, от которого осталась одна пена. Пожалуйста, не надо относиться к нему слишком серьёзно, хотя как американская мелодрама на тему отчуждённости картина довольно увлекательна.
Многие современные критики также характеризуют фильм отрицательно. В частности, Деннис Шварц в 2004 году написал о фильме:
Бетт Дейвис была неверно выбрана в качестве звезды на этот, свой последний фильм для «Уорнер бразерс» (убегая от контракта, который рассчитан ещё на десять лет), который оказывается слабой версией «Мадам Бовари». Бетт слишком стара и непривлекательна для роли в этой помпезной мелодраме, которая претендует на рассказ о зле, но главным образом рассказывает о её отвратительном поведении… А травленые чёрные волосы делают её образ ещё более гротесковым. Не только критики ненавидели этот фильм, но и сама мисс Дэйвис питала к нему отвращение. Кинг Видор ставит фильм так, как будто питается написать самую мрачную из возможных картин Америки малых городков. Единственной искупающей ценностью фильма является его вычурная подача, которая может быть близка той части аудитории, которая получает наслаждение от напыщенной игры Бетт (она создаёт карикатуру на саму себя), а также от энергичной, но смехотворной мыльной оперы. Игра Бетт Дэйвис раскрывает всю причудливость её неряшливого и распутного персонажа, и показывает, как не удовлетворяющая её среда усиливает копящийся в ней гнев на пустоту жизни до такой степени, что наружу выходит её злая сторона, от которой она не в состоянии уйти. Огромная пышущая огнём труба в городке видна из окна Розы, и летучая кипящая природа пылающего пламени как будто символизирует её страстный внутренний мир, а поезд в свою очередь выступает как фаллический символ побега.
Кинокритик Крейг Батлер на сайте Allmovie также весьма критически охарактеризовал фильм, в частности, написав:
Хотя фильм «За лесами» обеспечил пародистов Бетт Дейвис и драматурга Эдварда Олби часто цитируемой строчкой «Что за дыра!», в фильме нет больше ничего, что можно было бы порекомендовать. На самом деле «Лес» — это достаточно противный фильм — до такой степени, что это даже весело, если, конечно, зритель настроен на его вычурное трюкачество. Конечно, игра Дэйвис — это особый случай театральной аффектации, хотя, если честно, роль довольно слабая. Тем не менее, актриса заходит слишком далеко, создавая карикатуру, которая не имеет никакого сходства с человеческим существом. Это, наверное, хорошо, так как созданный Леонор Коффе характер был бы слишком тяжеловесным, если сыграть точно в соответствии со сценарием. Именно эту ошибку совершают Джозеф Коттен и Дэвид Брайан. Пытаясь заставить работать неумелый сценарий Коффе, они становятся довольно скучными и предсказуемыми, в то время, как Дэйвис, по крайней мере, не даёт зрителю заснуть. Режиссёрская работа Кинга Видора, как и игра Дэйвис, даёт полный газ, любой ценой избегая утончённости и выжимая максимум из фаллических образов поездов и дымовых труб. А помпезная музыка Макса Стайнера ещё более усиливает атмосферу чрезмерности и излишества. В итоге, зрители могут потерять интерес задолго до невероятно клишированного окончания. Но те, кто любит крайнюю театральность, найдут здесь достаточно много увлекательного — и будут, странным образом, вознаграждены.

## Признание
В 1950 году за музыку к этому фильму композитор Макс Стайнер был номинирован на Оскар за лучшую музыку к драме или комедии.
В фильме Дэйвис произносит фразу «Что за дыра!». Позднее она станет знаменитой, когда будет процитирована в первом акте пьесы Эдварда Олби «Кто боится Вирджинии Вулф?» (1962). Эта строчка занимает 62 место в списке 100 цитат американского кино, составленном Американским институтом кино.